# Sam Samouraï
Sam Samouraï, de son vrai nom , Josué Ulrich Mbemba  née le 19 juillet 2000 à Pointe-Noire en République du Congo, est un artiste. Il est connu en tant que rappeur, auteur et compositeur Congolais.
Il est le  fondateur de la structure musicale Sapo Gang District.

## Biographie

### Enfance et Jeunesse
Sam Samouraï née le 19 juillet 2000 à Pointe-Noire en République du Congo. Il est très vite repéré dans la rue, il entame sa carrière en 2007 à l'âge de 7 ans avec un talent précoce.

### Carrière
Sam samouraï associe rap et sape avec des rythmes traditionnels Kongo afin de mettre en avant "la sapologie" le patrimoine culturel  congolais dans le but de convaincre ses mélomanes congolais,,, un concept dont il appelle Sapo-Trap ou Sapogang un dérivé de deux mots sapologie et gang, il donne plus de détail sur son passage sur TV5Monde.
En 2019, il signe son premier contrat avec la maison de production MG Studio Production.
En avril 2020, il gagne en notoriété avec son tout premier single Sapo gang partie 1, en juillet  il accumule les millions de vues avec un nouveau single Sapo gang partie 2. Le 03 décembre 2020, il entame avec un nouveau titre Sapo Gang partie 3 qui est la suite de ses deux singles précédents.
En 2021, il met en place sa structure musicale dénommée Sapo Gang District d'où il évolue en autoproduction.
Le 03 avril 2021, en hommage au défunt artiste A Rapha Bounzeki, il fait un nouveau titre intitulé  HRB – Hommage à Rapha Bouzeki ,,,.
En 03 novembre 2021, Sam Samouraï entame une succession du concept Sapo Gang avec un nouveau titre Sapo Gang Part.4 .
Le 8 septembre 2021, lors de la Journée Internationale de l’Alphabétisation, il reçoit le titre de Champion des droits des enfants par l’UNICEF en République du Congo, grâce à sa contribution exceptionnelle à la promotion des droits des enfants en utilisant son talent,.
En tant que leader dans le milieu du rap congolais, il enchaine des grands contrats avec plusieurs grandes entreprises de renommé telles que Brasseries du Congo, Mtn Congo, et la société Orca Congo.
Le 13 mai 2022, Sam Samouraï enchaine avec le single la Boulangerie en feat avec Malcom x, un des tubes le plus vus au Congo avec 349 millions de vues.
Le 27 janvier 2023, il commence l'année avec son single Ppox un excellent instant de parfaite détente tournée en France.
Sam Samouraï collabore avec des artistes de renom comme Gaz mawete de la république démocratique du Congo  et Diesel Gucci de la république du Congo-Brazzaville

## Discographie

### Singles
- 2020 : Sapo Gang part.1
- 2020 : Sapo Gang part.2
- 2021 : Sapo Gang part.3
- 2021 : HRB – Hommage à Rapha Bouzeki
- 2022 : Maratamarero
- 2022 : Sapo Gang part.4
- 2022 : Boulangerie
- 2023 : Diarrhée ! Bonne fête de fin d’année à tous
- 2023 : PPOX .
- 2023 : BELEK

### Apparitions
- 2022 : Diesel Gucci Feat. Sam Samourai - Malewa
- 2023 : BNB All Star Feat Ml Nkosi X Dr Pm X Maréchal Abd X Sam Samouraï & Gaz Mawete - Foko Foko

## Nomination et Récompenses

### Récompenses
- 2021 : Meilleur rappeur à la 3ᵉ édition de brazza best Award [21].
- 2021 : Rappeur le plus populaire de l’année au Festim Brazza Awards[22]

### Nomination
- 2021 : Champion pour les droits des enfants par l’UNICEF en République du Congo